# Jaime Maussan
José Jaime Maussan Flota (Ciutat de Mèxic, 31 de maig de 1953) és un periodista, personalitat televisiva i ufòleg mexicà.

## Carrera professional
Jaime Maussan va viure a la colònia Popotla, a la Ciutat de Mèxic. Va estudiar periodisme a la UNAM i a la Universitat de Miami a Ohio, als Estats Units.
Des de 1970 ha fet de periodista en diversos diaris i mitjans de radiodifusió, entre ells El Sol de Mèxic, XEX Radio i Televisa, va treballar al telenotícies mexicà 24 Horas. Amb Televisa va ser corresponsal als Estats Units i reporter d'assignació general del programa Domingo a Domingo conduït per Jacobo Zabludowsky. També va produir històries per al programa dominical.
Al juny de 1990 va rebre un reconeixement en el marc de la cerimònia dels premis Global 500 del Programa de les Nacions Unides per al Medi Ambient (PNUMA).
El 1991, Jaime Maussan va trencar rècords a Televisió Mexicana amb Nino Canún i el seu programa I vostè que opina?, amb el qual van retransmetre durant més d'onze hores i mitja sobre el tema dels ovnis.
Al juny de 2017, Maussan va participar en l'anàlisi de cinc mòmies descobertes al Perú a la regió on es troba el lloc de les Línies de Nazca, declarat Patrimoni de la Humanitat per la UNESCO. Les imatges d'aquestes troballes es van transmetre inicialment en un documental patrocinat per Gaia, Inc. i suposadament mostra un cos momificat ajupit d'una figura humanoide amb un crani allargat i tres dits a cada mà i peu. Snopes va informar que Maussan "dirigí un esdeveniment anomenat Be Witness, en què es va descobrir un cos momificat, suposadament el d'un extraterrestre. Més tard, però, aquest descobriment 'alienígena' va ser desacreditat. Es va demostrar que el cadàver momificat era el d'un nen humà”.

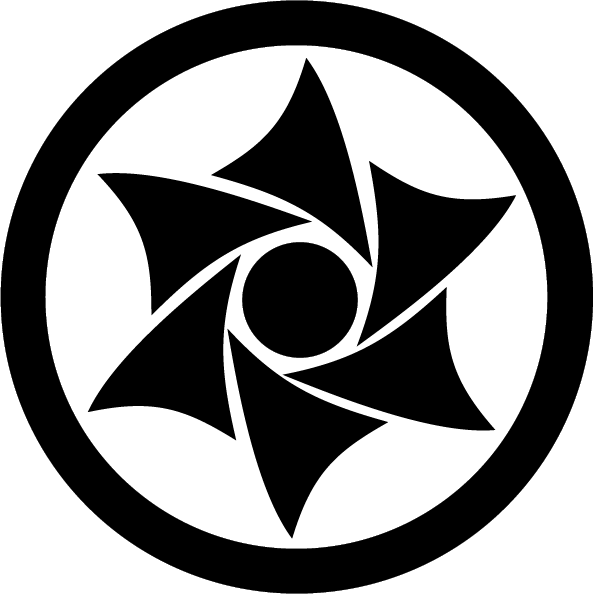
Logo del Programa "T3rcer Milenio" de Jaime Maussan.

El 12 de setembre del 2023, Maussan i Ricardo Quebrada va presentar dos presumptes "cadàvers extraterrestres" momificats davant el Congrés de la Unió (Mèxic) durant una audiència pública sobre ovnis. Va declarar sota jurament que els cadàvers momificats van ser trobats en una mina de diatomees a la ciutat de Cuzco, Perú, i es creia que tenien aproximadament 1000 anys. Ha afirmat que els científics de la Universitat Nacional Autònoma de Mèxic han conclòs que, segons les seves paraules, no són "part de la nostra evolució terrestre" i que gairebé un terç del seu ADN és "origen desconegut". Encara que altres científics, però, consideren aquestes mòmies un frau científic.
La Universitat Nacional Autònoma de Mèxic ha tornat a emetre un comunicat originalment publicat el 2017 respecte d'aquests estudis, que el Laboratori Nacional d'Espectrometria de Masses amb Acceleradors (LEMA) va realitzar per a un particular. En aquest comunicat la universitat es desmarca de les tergiversacions fetes a l'anàlisi realitzada, i nota que “la datació per carboni 14 que es duu a terme al LEMA únicament està destinada a determinar l'antiguitat de la mostra que porta cada usuari i en cap cas fem conclusions sobre l'origen d'aquestes mostres."
La revista Wired ha publicat que les "mòmies" presentades per Maussan són en realitat "un elaborat hoax fet amb ossos humans i d'animals".

## Educació
- Universitat Nacional Autònoma de Mèxic (1972–73)
- Graduat de la Universitat de Miami amb una llicenciatura en Ràdio i Televisió (1974–1976).